# Катык, Арон Ильич
Аро́н Ильи́ч Каты́к (Сариба́н-Каты́к; 25 апреля [7 мая] 1883, Евпатория, Таврическая губерния — 20 мая 1942, Ленинград) — караимский писатель

, поэт, педагог и общественный деятель, первый газзан с высшим образованием.

## Биография
Родился в семье учителя мидраша (караимская начальная школа). Отлично окончил Александровское караимское духовное училище в родном городе, где был учеником караимского просветителя И. И. Казаса. С 1902 по 1904 год служил учителем мидраша в Севастополе. В 1911 году окончил филологический факультет Новороссийского университета в Одессе и получил диплом I степени (тема дипломной работы — «Воля по учению Шопенгауэра»).
С 1911 по 1916 год служил старшим газзаном и учителем в Феодосии. В июне 1914 год инициировал создание первого в Крыму караимского периодического издания — журнала под названием «Вестник караимской жизни». В 1916 году переехал в Евпаторию, где был назначен на должность инспектора и преподавателя общих предметов в Александровском караимском духовном училище, созданном в 1895 году, а также младшим газзаном и членом Таврического и Одесского караимского духовного правления.
С 1917 по 1918 год редактировал «Известия Таврического и Одесского караимского духовного правления».
В начале 1920-х годов переехал в Москву со своей семьёй, спасаясь от голода, охватившего Крым. В Москве с 1922 по 1928 год исполнял обязанности старшего газзана и учителя караимской начальной школы.
Принимал деятельное участие в жизни феодосийской, евпаторийской и московской караимской общин, а также в караимских совещаниях и национальных съездах, начиная с 1917 года и до упразднения караимского духовного правления в Крыму. Выступая с докладами, он производил большое впечатление на слушателей благодаря своему разностороннему образованию и выдающемуся ораторскому таланту.
Проживая в Москве, работал вначале преподавателем русского языка и литературы, затем корректором в издательствах Общества бывших политкаторжан и «Северная Азия». В 1932 году вместе с семьёй переехал в Ленинград, где работал преподавателем математики в учебных заведениях, а также корректором в издательствах «Молодая гвардия» и «Художественная литература».
Последним местом работы был Ленинградский юридический институт, в котором с 1938 года преподавал латинский язык.
Умер в 1942 году от истощения на шестидесятом году жизни в блокадном Ленинграде.

## Творчество
В 1911 году для журнала «Караимская жизнь» написал свои «Записки мидрашника» и рассказ «Учитель». Его шуточное стихотворение «Султан Тота» («Тётушка Султан», («Караимская жизнь», 3-4 кн., 35-36 стр., 1911 г., Москва) пользовалось особой популярностью в Евпатории — тогдашнем культурном центре караимов. А. И. Катык был автором неопубликованной повести «Муса Бурма», которая являлась продолжением «Записок мидрашника». Им написано стихотворение памяти И. И. Казаса.
На смешанном караимском с русским языком под псевдонимом «Мы» Арон Ильич издал «Песню евпаторийского пирожника Кара-Мошу» // «Караимская жизнь», кн.8-9, 58 стр., 1912 г., Москва.
В 1912 году написал свою первую пьесу — драму «Кто прав?» В ней он отобразил проблемы борьбы двух поколений: отцов и детей. Первоначально пьеса была написана на русском языке и издана в Феодосии, а впоследствии была переведена на караимский язык.
В пьесе «Алышмаган башка калпак ярашмаз» («На непривычную голову шапка не лезет») он высмеивал тех людей, которые стремятся лишь к чисто внешним европейским манерам и костюму. В 1913 году в журнале «Караимское слово» им были опубликованы «Записки жениха», полные сатиры и юмора.
В 1918 году написал свою знаменитую комедию «Яддес» (в 2-х актах, издана в Евпатории в русской транскрипции в 1919 году). Впервые она была поставлена в зале Александровского караимского духовного училища и с того времени пользовалась большим успехом среди караимов. В ней было много караимского фольклора: пословиц и поговорок, песен и танцев. А. И. Катык так писал о своей пьесе:
В настоящее время, когда среди нас так быстро умирает любовь к произведениям родной старины, когда эти произведения забываются и исчезают, — я бы хотел, чтобы мой маленький «Яддес» возбудил хоть у некоторых читателей интерес к сокровищам караимских меджум (рукописных сборников фольклора). Если еще вдобавок «Яддес» доставит кое-кому немножко веселья, я буду вполне удовлетворен.
Борьбе молодых караимских учителей за новые, европейские способы воспитания была посвящена одноактная пьеса "Йэни йака эски тон" («Новый воротник к старой шубе»), написанная в 1918 году.
Тяжёлые последствия неравного брака представлены в его пьесе «Маттанасыз» («Бесприданница», 1920, в 3-х действиях). Проблеме брака посвящены также комедии  «Амма да киюв» («Вот так жених», 1923, в 1-м действии), «Дынсызнын хакындан имансыз келыр» («От безбожия приходит неверие» или «Нашла коса на камень», 1924 г.). Две последние пьесы были написаны автором уже в Москве.
В 1923 году им написана пьеса «Ачлык» («Голод»), в которой описывается картина голодной смерти семьи караима-учителя в Евпатории. Впоследствии и эта пьеса была переведена на караимский язык.
Трагедии молодого караима, решившего взять в жёны иноверку, посвящена пьеса «Донме» («Отступник»). В 1926 году написал комедию «Поезд». В 1927 году из под его пера в Москве вышла последняя пьеса «Санки-пролетар» («Лжепролетарий»), которая изображает дельцов, под маской пролетарского происхождения обделывающих свои грязные дела. А. И. Катык пытался показать жизнь караимов «такой, какова она есть, со всеми её положительными и отрицательными сторонами, не становясь ни на сторону фанатичных ультра-националистов, ни на сторону непримиримых хулителей караимов» (Заметка «Краткий обзор моей литературной деятельности» // Журнал «Бизим Йол» («Наш путь») — 77 стр., 1927 г., Симферополь).
Пьесы А. И. Катыка ставились в Крыму не только караимами, но и крымчаками, и крымскими татарами. Он был автором ряда юмористических стихотворений, одно из которых — «Айырув тюркюсы» («Ода в честь развода») — было помещено в 1927 году в симферопольском журнале «Бизым йол» («Наш путь»). Им написана пьеса «Бахчи-базырганы» («Торговец фруктами»), а также множество статей и речей.
Кроме того, перу А. И. Катыка принадлежит исторический очерк для юношества «Римский цирк», посвящённый своему учителю И. И. Казасу (издан в 1909 году в Одессе), ряд статей, передовиц, речей, оригинальных стихотворений на русском языке, а также рассказ «Записки караимского школьника».
Свои труды Катык помещал в журналах «Караимская жизнь», «Караимское слово», «Бизым Йол», «Известиях Таврического и Одесского караимского духовного правления», издававшихся под фактической редакцией А. И. Катыка в 1917—1919 годах в Евпатории, и других крымских периодических изданиях. Но не все его произведения изданы. Многие из них, главным образом его пьесы и стихи, остались в рукописях. Остался не напечатанным и доклад Катыка «Поэтические и философские произведения Ильи Ильича Казаса как отражении его светлой личности», сделанный им 15 января 1917 года в актовом зале АКДУ в честь И. И. Казаса, по случаю пятилетия со дня его кончины.

## Литературное наследие
- Катык А. Римский цирк : (Описание здания рим. цирка и происходивших в нём зрелищ) : Ист. очерк : Для юношества / А. Катык. — Одесса : типо-лит. С.К. Цессарского, 1909, 1909 (Евпатория : скл. изд. у авт.). — 32 с.
- Катык А. Памяти И. И. Казаса: стихи // Караимская жизнь. — Москва, 1912. — Кн. 8—9 (январь—февраль). — С. 3—4.
- Катык А. И. «Ты не умрёшь!»: надгробная речь А. И. Катыка: [на могиле  И. И. Казаса] // Караимская жизнь. — Москва, 1912. — Кн. 8—9 (январь—февраль). — С. 19—25.
- Катык Ар. Записки караимского школьника // Караимская жизнь. — Москва, 1911. — Кн. 3—4. (август—сентябрь). — С. 6—18; Кн. 5—6. (октябрь—ноябрь). — С. 34—45.
- Катык Ар. Султан-тота: [юмористический портрет] // Караимская жизнь. — Москва, 1911. — Кн. 3—4. (август—сентябрь). — С. 35—36.
- Катык Ар. Учитель // Караимская жизнь. — Москва, 1912. — Кн. 8—9 (январь–февраль). — С. 38—57; Кн. 10–11 (март–апрель). — С. 5—10.
- Катык А. И. Кто прав? : Драма из караим. жизни в 3 д. / А. И. Катык. — Феодосия : тип. Натковича и Виниковича, 1913. — [2], 84 с.
- Фиркович А. «Авне Зиккарон»: сборник надгробных надписей на крымском полуострове, собранных ученым караимом Авраамом Фирковичем / пер. с древне-библейского языка А. Катыка // Известия караимского духовного правления. — Евпатория, 1918. — № 1 (июль). — С. 10—14; № 2 (декабрь). — С. 4—11.
- Катык А. И. Айырув тюркисы : Ода в честь развода // Бизым йол. — Симферополь, 1927. — С. 70—72.
- Катык А. И. Краткий обзор моей литературной деятельности // Бизым йол. — Симферополь, 1927. — С. 73—78.